# Алексеев, Иван Викторович
Иван Викторович Алексеев (19 января 1894, Москва — 15 ноября 1964, Ленинград) — советский сценограф
.

## Биография
Иван Викторович Алексеев советский театральный художник, отдавший сцене полвека своей творческой жизни. Он родился в Москве, в семье художника.
С 1911—1914 г. учился в Московском училище живописи, ваяния и зодчества у художников Л. О. Пастернака, C.В. Малютина и К. А. Коровина.
С самого раннего возраста он увлекался древне-русской живописью XIV, XV, XVI веков, что отразилось на его творчестве при оформлении декораций опер Римского-Корсакова «Руслан и Людмила», «Снегурочка», «Золотой петушок», «Сказание о граде Китеже»
Его впечатляло творчество Рублева, Дионисия, однако работы Симона Ушакова были ему чужды.
В 1915—1917 гг. он был участником выставок «Мира искусств», а в 1918 г. Общества художников «Свободное творчество».
Большое влияние на его мировоззрение имел Владимир Маяковский.
Успех имели картины «Гулянье» и «Бумажные цветы»
В 1920 г. оформлял фарфоровые изделия и стекло на Ленинградском фарфоровом заводе им М. В. Ломоносова, а в 1921—1922 г. на Гжельском заводе и принимал участие в выставке фарфора в Москве.
С 1920 по 1924 годы работал в качестве художника в клубе Военной академии и студии им М. Н. Ермоловой.
Свой путь театрального художника начал в 1914 г. в Камерном театре.
1925—1927 гг. работал в Оперном передвижном театре, а затем несколько лет оформлял оперные и драматические спектакли в г. Коврове.
C 1928 г на протяжении 30 лет оформлял спектакли в гг. Мичуринске, Могилеве, Минске, Витебске, Полоцке, Омске, Кемерово, Луганске.
За 50 лет своей творческой деятельности И. В. Алексеев оформил более 160 спектаклей, в театрах Москвы, Подмосковья, Белоруссии, Урала, Сибири, Казахстана, Украины, среди них советские пьесы, русская и зарубежная классика.
10 мая 1960 года в Ленинграде с Совете Дворца Культуры им К. С. Станиславского была организована выставка картин И. В. Алексеева, приуроченная к 50-летию его творческой деятельности. Оригинальности письма, сказочность, колоритность, неистощимая фантазия, разнообразие тем и тонкость исполнения привлекли к этой выставке общее внимание.
По мнению искусствоведа Л. П. Корнишиной, «главное назначение театрального художника он видел в умении живописными средствами раскрывать основную идею авторского замысла пьесы и идею режиссёра-постановщика».
Работы художника имеются в Русском музее, Театральном музее им. А. А. Бахрушина, Музее изобразительных искусств им. А. С. Пушкина и других.

## Перечень работ
«Исходила молодешенька все поля и луга» — эскиз 1960 г. Б. гуашь, акв. 31x28
«Ведьма» А. П. Чехова гор. театр в г. Ковров эскиз дек. 1933 г. гуашь, акв. 18x27
«Алеко» муз. Рахманинова эскиз дек. 1933 год.
«Не было ни гроша да вдруг алтын» А. И. Островского г. Могилев драмтеатр 1938 г. Б. фкв 20x35
«Борис Годунов» муз. М. Мусоргского (У Пимена) 1932—1933 гг. Б. акв. кор. 20x20
«Золотой петушок» Муз. Римского-Корсакова 3-й акт 1961 г. гуашь, акв 28x39
«Сказание о граде китеже» муз. Н. Римского-Корсакова 1960 г. Б. гуашь, акв. серебро 31x42
«Жар-птица» балет муз. И. Стравинского (свадьба) 1961 год. Б. гуашь, серебро, лак 49x72
«Хованщина» муз. М. Мусоргского 1-й акт 1961 г. Б. гуашь 28x40 (эскизы приобрело Министерство культуры УССР)
«Хованщина» муз. М. Мусоргского (молельня) 1961 год Б. гуашь 39x29